# منتخب بابوا غينيا الجديدة لاتحاد الرغبي
منتخب بابوا غينيا الجديدة الوطني لاتحاد الرغبي (بالإنجليزية: Papua New Guinea national rugby union team)‏ هو ممثل بابوا غينيا الجديدة  الرسمي في المنافسات الدولية في اتحاد الرغبي .